# Kuruš
Kurúš (in russo Куру́ш?; in lesgo Къуруш, Quruš) è un villaggio del Caucaso nell'estremo sud della repubblica del Daghestan in Russia.
È il centro abitato più a sud della Russia, nonché l'insediamento umano permanente più alto d'Europa, con un'altitudine stimata tra 2480 e 2560 m s.l.m.
Nel 2015 contava circa 813 abitanti.